# Belawan
Belawan – miasto portowe w Indonezji, na Sumatrze. W 2005 r. miasto to zamieszkiwało 102 700 osób.
Miasto Belawan jest ośrodkiem eksportu tytoniu, kauczuku, kawy, herbaty, kopry oraz przypraw korzennych.